# Final da Copa Libertadores da América de Futebol Feminino de 2009
A final da Copa Libertadores da América de Futebol Feminino de 2009 foi a primeira final da Libertadores Feminina, torneio continental organizado anualmente pela Confederação Sul-Americana de Futebol (CONMEBOL), e foi disputada em 18 de outubro de 2009, no Estádio Urbano Caldeira, em Santos, no Brasil. A partida foi protagonizada por Santos, do Brasil, e Universidad Autónoma de Asunción, do Paraguai, sendo apitada pela árbitra argentina Salomé Di Iorio.
O Santos classificou-se para a competição por ter conquistado a Copa do Brasil de 2008; já a Universidad Autónoma conquistou a vaga na competição ao se consagrar campeã do Campeonato Paraguaio de 2008. O time brasileiro ficou no grupo 1, com o Caracas, da Venezuela, o EnForma da Bolívia, o Everton, do Chile e o White Star, do Peru, enquanto a equipe paraguaia ficou no grupo 2, juntamente de Deportivo Quito, do Equador, Formas Íntimas, da Colômbia, Rampla Juniors, do Uruguai, e San Lorenzo, da Argentina. Ambos os finalistas passaram para o mata-mata como líderes invictos de seus grupos, vencendo todos os quatro jogos que disputaram. Nas semifinais, o Santos passou pela equipe do Formas Íntimas; já a Universidad Autónoma superou o Everton.

## Antecedentes

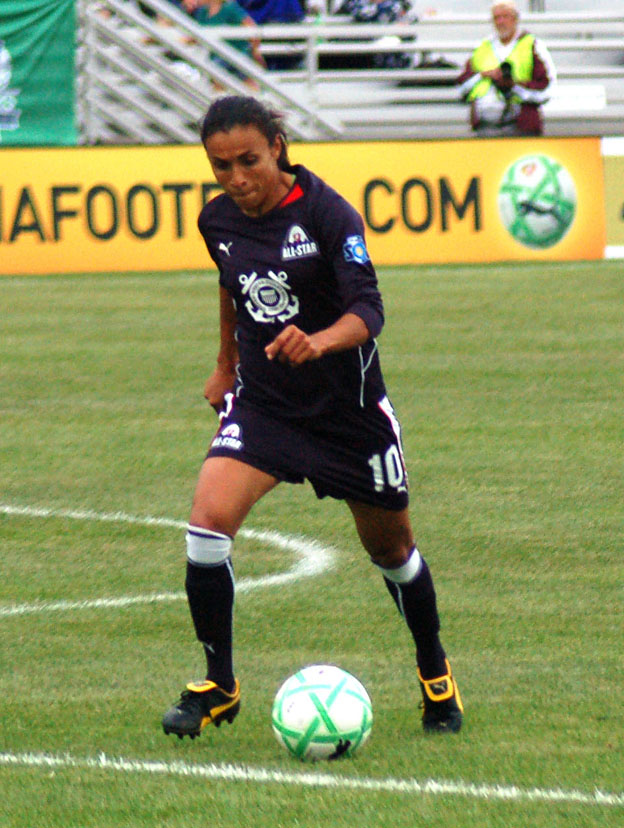
Marta chegou em outubro ao Santos para ser a principal atleta da competição

A edição inaugural do torneio surgiu por influência do presidente do Santos, Marcelo Teixeira, interessado na criação de uma versão feminina da Copa Libertadores da América, principal competição de futebol masculino de clubes da América do Sul.[carece de fontes?] O dirigente, inclusive, responsabilizou-se em buscar patrocinadores para a viabilização da competição e fez sugestões de sedes para a realização das partidas.
A equipe da cidade de Santos se classificou para o torneio ao vencer a segunda edição da Copa do Brasil, de forma invicta, disputando nove partidas e marcando 28 gols, superando o Sport em dois jogos na final. Já o time de Assunção se garantiu como representante da vaga paraguaia ao vencer os torneios Apertura e Clausura e consagrar-se campeão do Campeonato Paraguaio.
Apresentando-se como principal incentivador da modalidade feminina no Brasil e base da Seleção Brasileira, o Santos contratou a atacante Marta, três vezes vencedora do prêmio de melhor jogadora do mundo pela FIFA e medalhista olímpica em 2004 e 2008, vinda de empréstimo do Los Angeles Sol, dos Estados Unidos. Além dela, o clube também contratou outras quatro atletas medalhistas olímpicas, sendo elas a goleira Andréia Suntaque, a meio-campista Fran e as atacantes Érika e Cristiane, esta última tendo conquistado a terceira colocação no prêmio de melhor jogadora do mundo pela FIFA nos dois anos anteriores.

## Caminhos até a final

### Santos
O Santos, considerado desde cedo pela imprensa brasileira a equipe favorita a vencer o torneio, terminou a fase de grupos de forma invicta.[carece de fontes?] O time anfitrião começou vencendo a partida inaugural frente ao White Star pelo placar de 3–1, com gols de Cristiane (duas vezes) e Marta. Em seguida, a equipe brasileira aplicou duas goleadas por mais de dez gols de diferença, contra o EnForma, pelo resultado de 12–0, e o Caracas, pelo placar final de 11–0; o prélio contra as bolivianas tornou-se, inclusive, a maior goleada da história do Estádio da Vila Belmiro, superando os confrontos do time masculino do Santos contra Ypiranga-SP e Ponte Preta, válidos pelas edições de 1927 e 1957 do Campeonato Paulista, respectivamente, que terminaram em 12–1. Por fim, a equipe terminou a primeira fase vencendo por 3–1 o time do Everton, mesmo sem a participação de quatro das jogadoras titulares – Carol Arruda, Ester, Dani e Érika – por escolha do técnico Kleiton Lima, a fim de poupá-las para a partida seguinte.
Na semifinal, as Sereias jogaram contra o Formas Íntimas, vice-líder do grupo 2, em 16 de outubro, no Estádio do Pacaembu, em São Paulo. Diante de um público de mais de sete mil torcedores, o time alvinegro superou o plantel colombiano.[carece de fontes?]

## Partida

### Detalhes
| 18 de outubro de 2009 | Santos                                                                                               | 9 – 0 | Universidad Autónoma | Estádio Urbano Caldeira, Santos              |
| 11:30                 | Maurine 13' · Marta 16' · Érika 46', 56' · Fran 50' · Thais 53' · Suzana 70' · Dani 77' · Ketlen 83' |       |                      | Público: 14 183 Árbitro: ARG Salomé Di Iorio |

|  |  | Santos | Universidad Autónoma |

| SANTOS:       |    |                  |  |                 |
|               |    |                  |  |                 |
| G             | 77 | Andréia Suntaque |  |                 |
| Z             | 5  | Aline Pellegrino |  | Substituído     |
| Z             | 23 | Carol Arruda     |  |                 |
| Z             | 18 | Janaína          |  |                 |
| Z             | 3  | Dani             |  |                 |
| M             | 15 | Ester            |  |                 |
| M             | 80 | Fran             |  |                 |
| M             | 99 | Maurine          |  |                 |
| M             | 10 | Marta            |  |                 |
| A             | 90 | Érika            |  | Substituído     |
| A             | 40 | Thais            |  | Substituído     |
| Substituição: |    |                  |  |                 |
| M             | 9  | Suzana           |  | Entrou em campo |
| A             | 17 | Ketlen           |  | Entrou em campo |
| M             | 7  | Pikena           |  | Entrou em campo |
| Treinador:    |    |                  |  |                 |
| Kleiton Lima  |    |                  |  |                 |

| UNIVERSIDAD AUTÓNOMA: |    |                      |                               |                 |
|                       |    |                      |                               |                 |
| G                     | 12 | Gloria Rodriguez     |                               |                 |
| Z                     | 14 | Angélica Vázquez     |                               |                 |
| Z                     | 3  | Carmen Benítez       |                               |                 |
| Z                     | 20 | Jessica Santacruz    |                               |                 |
| Z                     | 4  | Ediberta Jacquet     |                               |                 |
| M                     | 7  | Joana Galeano        |                               |                 |
| M                     | 6  | Hilda Riveros        |                               |                 |
| M                     | 18 | Noelia Cuevas        |                               |                 |
| M                     | 10 | Monica Karina        |                               |                 |
| F                     | 16 | Dulce María Quintana |                               |                 |
| F                     | 17 | Gloria Esther        |                               |                 |
| Substituição:         |    |                      |                               |                 |
|                       |    | Francisca Pereira    |                               | Entrou em campo |
|                       |    | Silvia Cristina      | Penalizado com cartão amarelo | Entrou em campo |
|                       |    | Anabel Rodriguez     |                               | Entrou em campo |
| Treinador:            |    |                      |                               |                 |
| Castor Vera           |    |                      |                               |                 |